# Ensemble Stars!
Ensemble Stars! (яп. あんさんぶるスターズ！ ансамбуру сута̄дзу!) — японская франшиза мобильных игр и аниме про мальчиков-идолов, разработанная Cacalia Studio и изданная Happy Elements K.K., японским подразделением китайской компании Happy Elements. Она является спин-оффом игры 2012 года Ensemble Girls!. Первой игрой франшизы была симулятор жизни и гатя Ensemble Stars!, выпущенная в Google Play 28 апреля 2015 года и в App Store 1 мая 2015 года.
9 марта 2020 года у франшизы был проведён ребрендинг: она была перезапущена под названием Ensemble Stars!! (яп. あんさんぶるスターズ！！ ансамбуру сута̄дзу!!) (с двумя восклицательными знаками), вследствие чего оригинальная игра была разделена на две, с разным геймплеем: Ensemble Stars!! Basic, оригинальная игра, и Ensemble Stars!! Music, ритм-игра.
Успех игры привёл к появлению нескольких сценических постановок и манга-адаптаций. Также студия David Production выпустила аниме-телесериал, выходивший с 7 июля по 22 декабря 2019 года. 4 марта 2022 года в кинотеатрах вышел фильм по франшизе Ensemble Stars!! Road to Show!!.

## Персонажи

### Основные персонажи

#### Trickstar
Субару Акэхоси (яп. 明星 スバル Акэхоси Субару)
Сэйю: Какихара, Тэцуя
Хокуто Хидака (яп. 氷鷹 北斗 Хидака Хокуто)
Сэйю: Хосоя, Ёсимаса (2015—2017), Маэно, Томоаки (с 2017)
Макото Юки (яп. 遊木 真 Ю̄ки Макото)
Сэйю: Морикубо, Сётаро
Мао Исара (яп. 衣更 真緒 Исара Мао)
Сэйю: Кадзи, Юки
Андзу (яп. あんず)
Сэйю: Сакамото, Маая
Протагонистка игр, за которую играет игрок и от лица которой происходит основная история в Ensemble Stars!.

### Частная академия «Юмэносаки»(яп.夢ノ咲学院юмэносаки гакуин)

#### fine
Эйти Тэнсёин (яп. 天祥院 英智 Тэнсё̄ин Эйти)
Сэйю: Мидорикава, Хикару
Тори Химэмия (яп. 姫宮 桃李 Химэмия То̄ри)
Сэйю: Мурасэ, Аюму
Юдзуру Фусими (яп. 伏見 弓弦 Фусими Юдзуру)
Сэйю: Хасимото Котаро
Ватару Хибики (яп. 日々樹 渉 Хибики Ватару)
Сэйю: Эгути, Такуя

#### UNDEAD
Рэй Сакума (яп. 朔間 零 Сакума Рэй)
Сэйю: Масуда, Тосики
Адонис Отогари (яп. 乙狩アドニス Отогари Адонису)
Сэйю: Хатано, Ватару
Кога Огами (яп. 大神晃牙 О̄гами Ко̄га)
Сэйю: Оно, Юки
Каору Хакадзэ (яп. 羽風 薫 Хакадзэ Каору)
Сэйю: Хосогай, Кэй

#### Valkyrie
Мика Кагэхира (яп. 影片みか Кагэхира Мика)
Сэйю: Осака, Дзюн
Сю Ицуки (яп. 斎宮宗 Ицуки Сю̄)
Сэйю: Такахаси, Хироки

#### Knights
Цукаса Суо (яп. 朱桜司 Суо̄ Цукаса)
Сэйю: Цутида, Рэйо
Араси Наруками (яп. 鳴上嵐 Наруками Араси)
Сэйю: Сома, Сосукэ (2015), Китамура, Рё (с 2015)
Араси — персонаж с типажом онэ̄ (яп. オネェ), мужской персонаж с традиционно женскими стилем речи и манерой поведения.
Рицу Сакума (яп. 朔間凛月 Сакума Рицу)
Сэйю: Ямасита, Дайки
Идзуми Сэна (яп. 瀬名泉 Сэна Идзуми)
Сэйю: Ито, Масами
Лео Цукинага (яп. 月永レオ Цукинага Рэо)
Сэйю: Асанума, Синтаро

#### «Рюсэйтай»(яп.流星隊рю̄сэйтай)
Тэтора Нагумо (яп. 南雲鉄虎 Нагумо Тэтора)
Сэйю: Накадзима, Ёсики
Синобу Сэнгоку (яп. 仙石忍 Сэнгоку Синобу)
Сэйю: Нитта, Андзю
Мидори Такаминэ (яп. 高峯翠 Такаминэ Мидори)
Сэйю: Ватанабэ, Такуми
Тиаки Морисава (яп. 守沢千秋 Морисава Тиаки)
Сэйю: Хосэ, Юити
Каната Синкай (яп. 深海奏汰 Синкай Каната)
Сэйю: Нисияма, Котаро

#### Ra*bits
Надзуна Нито (яп. 仁兎なずな Нито Надзуна)
Сэйю: Ёнай, Юки
Хадзимэ Сино (яп. 紫之創 Сино Хадзимэ)
Сэйю: Косака, Томоя
Томоя Масиро (яп. 真白友也 Масиро Томоя)
Сэйю: Хирума, Сюнъя
Мицуру Тэмма (яп. 天満光 Тэмма Мицуру)
Сэйю: Икэда, Дзюнъя (2015—2023), Кобаяси, Дайки (с 2023)

#### 2wink
Юта Аои (яп. 葵ゆうた Аои Ю̄та) и Хината Аои (яп. 葵ひなた Аои Хината)
Сэйю: Сайто, Сома

#### «Акацуки»(яп.紅月)
Сома Кандзаки (яп. 神崎颯馬 Кандзаки Со̄ма)
Сэйю: Каминага, Кэйсукэ
Кэйто Хасуми (яп. 蓮巳敬人 Хасуми Кэйто)
Сэйю: Умэхара, Юитиро
Куро Кирю (яп. 鬼龍紅郎 Кирю̄ Куро̄)
Сэйю: Камио, Синъитиро

#### MaM
Мадара Микэдзима (яп. 三毛縞斑 Микэдзима Мадара)
Сэйю: Ториуми, Косукэ

#### Switch
Нацумэ Сакасаки (яп. 逆先夏目 Сакасаки Нацумэ)
Сэйю: Нодзима, Кэндзи
Сора Харукава (яп. 春川宙 Харукава Сора)
Сэйю: Ямамото, Кадзутоми
Цумуги Аоба (яп. 青葉つむぎ Аоба Цумуги)
Сэйю: Исикава, Кайто

### Академия «Сюэцу»(яп.秀越学園сю̄эцу гакуэн)

#### Adam(Eden)
Нагиса Ран (яп. 乱凪砂 Ран Нагиса)
Сэйю: Сувабэ, Дзюнъити
Ибара Саэгуса (яп. 七種茨 Саэгуса Ибара)
Сэйю: Осака, Рёта

### Академия «Рэймэй»(яп.玲明学園рэймэй гакуэн)

#### Eve(Eden)
Хиёри Томоэ (яп. 巴日和 Томоэ Хиёри)
Сэйю: Нацуки, Ханаэ
Дзюн Садзанами (яп. 漣 ジュン Садзанами Дзюн)
Сэйю: Утида, Юма

### Ensemble Square

#### Alkaloid
Хииро Амаги (яп. 天城一彩 Амаги Хииро)
Сэйю: Кадзивара, Гакуто
Айра Сиратори (яп. 白鳥藍良 Сиратори Айра)
Сэйю: Амасаки, Кохэй
Маёи Аясэ (яп. 礼瀬 マヨイ Аясэ Маёи)
Сэйю: Сигэмацу, Тихару
Тацуми Кадзэхая (яп. 風早巽 Кадзэхая Тацуми)
Сэйю: Накадзава, Масатомо

#### Crazy:B
Риннэ Амаги (яп. 天城燐音 Амаги Риннэ)
Сэйю: Адзаками, Ёхэй
HiMERU (яп. HiMERU (ひめる) Химэру)
Сэйю: Касама, Дзюн
Ники Сиина (яп. 椎名 ニキ Сиина Ники)
Сэйю: Ямагути, Томохиро
Кохаку Окава (яп. 桜河 こはく О̄кава Кохаку)
Сэйю: Кайто, Тасуку

### Второстепенные персонажи
Дзин Сагами (яп. 佐賀美陣 Сагами Дзин)
Сэйю: Хисиба, Томоясу
Акиоми Кунуги (яп. 椚章臣 Кунуги Акиоми)
Сэйю: Комада, Ватару
Гейткипер (яп. ゲートキーパー гэ̄токӣпа̄)
Сэйю: Такэути, Сюнсукэ
Сэйя Хидака (яп. 氷鷹誠矢 Хидака Сэйя)
Сэйю: Мики, Синъитиро

## Медиа

### Игры
Ensemble Stars! была выпущена на Android 28 апреля 2015 года и 1 мая 2015 года на iOS. Вскоре после выхода игры, в 2015 году, Сосукэ Сома, озвучивавший Араси Наруками, был заменён Рё Китамурой, а 18 июля 2015 года были заменены все голосовые реплики персонажа; в дальнейшем Китамура также играл этого персонажа в сценических адаптациях. В апреле 2017 года Ёсимаса Хосоя покинул франшизу в связи с медицинским хиатусом; Happy Elements объявила, что в роли Хокуто Хидаки его заменит Томоаки Маэно, а все его голосовые реплики были заменены 31 мая 2017 года.
На фестивале Animate Girls 9 ноября 2019 года Happy Elements объявила о добавлении двух новых юнитов: Alkaloid и Crazy:B. 15 марта 2020 года франшиза Ensemble Stars! была перезапущена и разделена на две отдельные игры: Basic, оригинальную игру, и Music, совершенно новую ритм-игру; обе игры предлагают разный геймплей, но содержат одни и те же события, сюжетные линии и предметы (за исключением сюжетов, что происходили до перезапуска франшизы: они остались эксклюзивом для Basic).
В марте 2016 года было объявлено, что игра Ensemble Stars! была запущена в Китае во втором квартале 2016 года через Tencent. В феврале 2018 года Ensemble Stars! была запущена в Южной Корее через Kakao Games. 24 декабря 2021 года английская версия игры Ensemble Stars!! Music" открыла предварительную регистрацию для пользователей из США, Канады, Австралии и Великобритании. Официально она была запущена 16 июня 2022 года.

### Манга
Манга-адаптация, написанная и проиллюстрированная Ити Саё, была опубликована в журнале сёдзё-манги Aria от Kodansha 28 августа 2015 года и завершилась 28 декабря 2016 года.
Ensembukubu Stars!, юмористическая пародийная ёнкома авторства Bkub Okawa, выпускается на официальном твиттер-аккаунте франшизы и на Dengeki Online с 2017 года.

### Аниме
Адаптация в форме аниме-телесериала была анонсирована в декабре 2015 года. Премьера планировалась на 2017 год, но в феврале 2017 года сотрудники объявили, что отложили ее. Сериал был снят David Production, а Marza Animation Planet спродюсировала 3DCG-сцены концертов; он транслировался с 7 июля по 22 декабря 2019 года на каналах Tokyo MX, SUN, KBS, TVA и BS11. Главным режиссёром выступил Масакадзу Хисида под псевдонимом Дзюмпаку Ягурасита. Режиссёром сериала стал Ясуфуми Соэдзима, главным сценаристом — Синъити Инодзумэ, а дизайнерами персонажей — Харуко Иидзука, Томоюки Ситая и Эри Нагата. Сценаристом выступил Акира, автор многих историй в оригинальной игре, а музыку к сериалу написал Тацуя Като. В аниме используется программное обеспечение CACANi 2D animation & in-between.
10 сентября 2022 года был анонсирован новый аниме-проект под названием Ensemble Stars!! Tsuioku Selection: Element (яп. あんさんぶるスターズ！！追憶セレクション「エレメント」 ансамбуру сута̄дзу!! цуйоку сэрэкусён «эрэмэнто»). Аниме-проект транслировался с 6 по 11 апреля 2023 года на официальном YouTube-канале Ensemble Stars. The episodes are also available on the project’s website.
25 апреля 2023 года был анонсирован новый аниме-проект под названием Ensemble Stars!! Tsuioku Selection: Crossroad (яп. あんさんぶるスターズ！！追憶セレション『クロスロード』 ансамбуру сута̄дзу!! цуйоку сэрэкусён «куросуро̄до»). It will air on November 3, 2023 on the Ensemble Stars' official Youtube channel.

#### Ensemble Stars! (список серий)
| № | Название                  | Дата премьеры     |
| --- | ------------------------- | ----------------- |
| 1 | «New Wind»                | июль 7, 2019      |
| 2 | «Howl»                    | июль 14, 2019     |
| 3 | «Resolve»                 | июль 21, 2019     |
| 4 | «Blooming»                | июль 28, 2019     |
| While Akatsuki performs, Keito realizes that Rei had his group compete against them in order to steal their votes from the audience and allow Trickstar to gain an advantage. In addition, Ra*bits secretly distributes pamphlets outlining how to vote to students outside of the venue, and 2wink intentionally stops performing halfway to let Trickstar win. After Trickstar performs "Rebellion Star", they elect Anzu to be the leader of the group. Once the audience and general votes are added, Trickstar wins the S1. Following the S1, Eichi suddenly returns to school. |                           |                   |
| 5 | «Marionette (Part 1)»     | август 4, 2019    |
| In a flashback, Nazuna recalls the previous school year, when he was a member of the group Valkyrie with Shu and Mika, which had been the top idol group at Yumenosaki Academy at the time. Shu, the leader and a member of the Five Eccentrics, controlled Valkyrie's art direction and treated Nazuna like a doll. When Nazuna begins to change, he becomes pressured to maintain the image of his group. However, he realizes how much Shu and Mika value him when he receives birthday gifts from them. The three sell their next concert tickets together. |                           |                   |
| 6 | «Marionette (Part 2)»     | август 11, 2019   |
| Six months later, the Dream Idol Festival has dominated the popularity of each idol group at Yumenosaki Academy. To restore Valkyrie's original status, Shu decides to have them enter the next Dream Idol Festival. During their performance, the electricity is suddenly shut off. However, Mika continues singing, prompting them to join in and saving their performance. As Fine, led by Eichi, go to perform, the stage returns to normal, causing Valkyrie to realize that they had been sabotaged. Shu goes into a mental breakdown and Valkyrie goes on a permanent hiatus. During the next school year, Wataru, another member of the Five Eccentrics, advises Nazuna to form Ra*bits with other freshmen who had been rejected from other idol groups. In present time, Nazuna warns Subaru and Anzu about how dangerous Eichi is. |                           |                   |
| 7 | «Emperor»                 | август 18, 2019   |
| In present time, Trickstar gains popularity following Akatsuki's defeat at the S1. Eichi proposes that Trickstar should disband at the height of their fame in order to have their members explore their full potential in other groups, with Subaru and Hokuto assigned to join Fine, Mao to Akatsuki, and Makoto to Knights. Despite initial resistance, Mao suggests they do so as they watch Fine perform. At the end of the performance, Eichi invites all of Yumenosaki Academy's idol groups to participate in the next Dream Idol Festival against idols from other schools. |                           |                   |
| 8 | «Rift»                    | август 25, 2019   |
| The members of Trickstar must decide on whether to fully disband in preparation of the Dream Idol Festival. Subaru is scouted to join Ryuseitai, but he decides he wants to continue with Trickstar. With Ryuseitai's support, Anzu helps by acting as a stand-in member to help Trickstar qualify for the Dream Idol Festival. As the event begins, Subaru and Anzu are scheduled to battle Knights. Upon noticing Izumi and Makoto are not present, Subaru goes to look for them. |                           |                   |
| 9 | «Counterattack»           | сентябрь 1, 2019  |
| Izumi locks Makoto in the practice room, and when Subaru confronts him, Makoto tricks Izumi into opening the door by pretending to bruise his face. Meanwhile, Keito advises Mao to do what he believes to be the right choice. Once Subaru returns with Makoto, they find that Mao has rejoined Trickstar and defeated Knights with Anzu's help. |                           |                   |
| 10 | «Element (Part 1)»        | сентябрь 8, 2019  |
| 11 | «Element (Part 2)»        | сентябрь 15, 2019 |
| 12 | «Decision»                | сентябрь 22, 2019 |
| 13 | «Supernova»               | октябрь 9, 2019   |
| 14 | «Tanbata (Part 1)»        | октябрь 13, 2019  |
| 15 | «Tanbata (Part 2)»        | октябрь 20, 2019  |
| 16 | «Summer Concert (Part 1)» | октябрь 27, 2019  |
| 17 | «Summer Concert (Part 2)» | ноябрь 3, 2019    |
| 18 | «Judgement»               | ноябрь 10, 2019   |
| 19 | «Autumn Live (Part 1)»    | ноябрь 17, 2019   |
| 20 | «Autumn Live (Part 2)»    | ноябрь 24, 2019   |
| 21 | «Halloween Party»         | декабрь 1, 2019   |
| 22 | «Starlight Festival»      | декабрь 8, 2019   |
| 23 | «Effort»                  | декабрь 15, 2019  |
| 24 | «Miracle»                 | декабрь 22, 2019  |

#### Ensemble Stars!! Tsuioku Selection Element (список серий)
| № | Название            | Дата премьеры   |
| - | ------------------- | --------------- |
| 1 | «Wizard Memory»     | апрель 6, 2023  |
| 2 | «Wave Crest»        | апрель 7, 2023  |
| 3 | «Wandering»         | апрель 8, 2023  |
| 4 | «Wuthering Heights» | апрель 9, 2023  |
| 5 | «Wish»              | апрель 10, 2023 |
| 6 | «Blackbird»         | апрель 11, 2023 |

### Фильм
По франшизе был снят фильм под названием Ensemble Stars!! Road to Show!!, премьера которого состоялась 4 марта 2022 года в кинитеатрах Японии. В фильме приняли участие 10 персонажей-идолов, уже появлявшихся в игре (Мао Исара, Макото Юки, Айра Сиратори, Маёи Аясэ, Нагиса Ран, Хината Аои, Кохаку Окава, Рэй Сакума, Идзуми Сэна, Рицу Сакума), а также немного персонаж игрока — Андзу. В нём также появился Мицунари Самэдзима, новый персонаж, созданный специально для фильма. Режиссёром фильма выступил Масакадзу Хисида, чиф-директором — Асами Накатани, сценарий написал Сэйтаро Кино, Харуко Иидзука создала дизайны персонажей и выступила в качестве главного режиссёра анимации, а Тацуя Като написал музыку к фильму. Кроме того, BukuSuta The World, серия анимационных короткометражек, основанных на пародийной манге Bkub Okawa Ensembukubu Stars!, была показана в кинотеатрах вместе с Road to Show!!.

## Восприятие
К марту 2016 года игру скачало более 1 500 000 пользователей.
К июлю 2023 года число пользователей, загрузивших игру, превысило 16 000 000.